# Gleiritsch
Gleiritsch é um município da Alemanha, situado no distrito de Schwandorf, no estado da Baviera. Tem 10,94 km² de área, e sua população em 2019 foi estimada em 623 habitantes.